# 斷層崖
斷層崖（英語：Fault scarp）是地表上的一個陡坡，由斷層的一側相對於另一側相對的垂直移動而造成的。 它是沿斷層運動的地形表現。它們代表舊的地質斷層活動做造成的差異地形和隨後經過侵蝕的地形，或現今斷層活動的地形。

## 特徵
斷層崖通常包含高度的破裂岩石。通常，斷層崖是斷層的上盤形成的，而且可能非常陡峭。斷層崖的高度等於斷層的垂直位移。活動的陡坡通常由構造運動形成，例如地震活動，它能改變地面高度，並且可由任何類型的斷層引起，包括走滑斷層。這種運動通常是偶發的，但斷層崖的高度是纍積多次運動的結果。每次構造活動能造成大約 5 到 10 米的高度的位移。

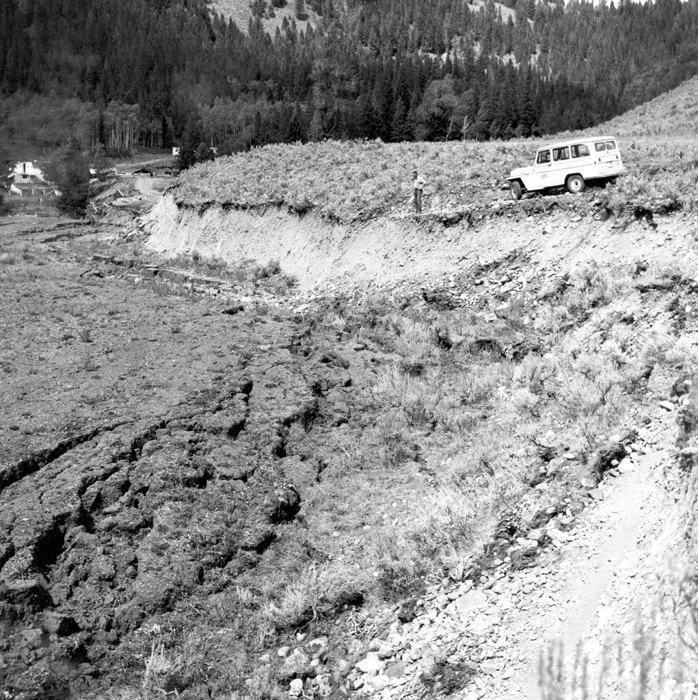
這個斷層崖是由 1959 年的赫布根湖地震造成的。照片拍攝於 1959 年 8 月 19 日。

由於沿斷層的地形隆起，斷層崖很容易受到侵蝕，特別是隆起由鬆散的沉積物組成。風化、土石流失和水流很快就會磨損這些斷崖，有時會導致沿徑流通道形成V形山谷。相鄰的V形山谷使斷層崖呈三角形。被稱為「三角形刻面」（英語：Triangular facet）。
斷層崖可能只有幾厘米或幾米高。斷層綫崖是指斷層崖與斷層重合，但最通常的是斷層崖沿斷層受侵蝕而形成。其位置已遠離實際斷層位置。實際斷層位置可能被埋在沖積扇或山谷沉積物的下面。

## 實例
1. 提頓山脈——懷俄明州的提頓山脈是活躍斷層崖的一個例子。 提頓地形是由於最近的提頓斷層地質活動造城的 [4]。
2. 岐阜縣本棲的斷層崖，由1891年美濃-尾張地震造成。
3. 東非大裂谷邊界的斷層。
4. 新墨西哥州里奧格蘭德裂谷邊界的斷層崖。